# 1806
- Wikisource

| Calendário gregoriano                                                        | 1806 MDCCCVI                         |
| Ab urbe condita                                                              | 2559                                 |
| Calendário arménio                                                           | 1255 – 1256                          |
| Calendário bahá'í                                                            | -38 – -37                            |
| Calendário budista                                                           | 2350                                 |
| Calendário chinês                                                            | 4502 – 4503 Início a 18 de fevereiro |
| Calendário copta                                                             | 1522 – 1523                          |
| Calendário etíope                                                            | 1798 – 1799                          |
| Calendários hindus - Vikram Samvat - Calendário nacional indiano - Cáli Iuga | 1861 – 1862 1727 – 1728 4906 – 4907  |
| Calendário Holoceno                                                          | 11806                                |
| Calendário islâmico                                                          | 1221 – 1222                          |
| Calendário judaico                                                           | 5566 – 5567                          |
| Calendário persa                                                             | 1184 – 1185 Início a 21 de março     |
| Calendário rúnico                                                            | 2056                                 |
| Calendário solar tailandês                                                   | 2349                                 |

1806 (MDCCCVI, na numeração romana) foi um ano comum do século XIX do actual Calendário Gregoriano, da Era de Cristo, e a sua letra dominical foi E (52 semanas), teve início a uma quarta-feira e terminou também a uma quarta-feira, correspondeu aos anos 4442-4443 no calendário chinês, 5565-5566 no calendário hebraico, 2056 no calendário rúnico, 1226-1227 no calendário islâmico.
| Ano completo                        |
| ----------------------------------- |
| Ano comum com início à quarta-feira |

## Eventos

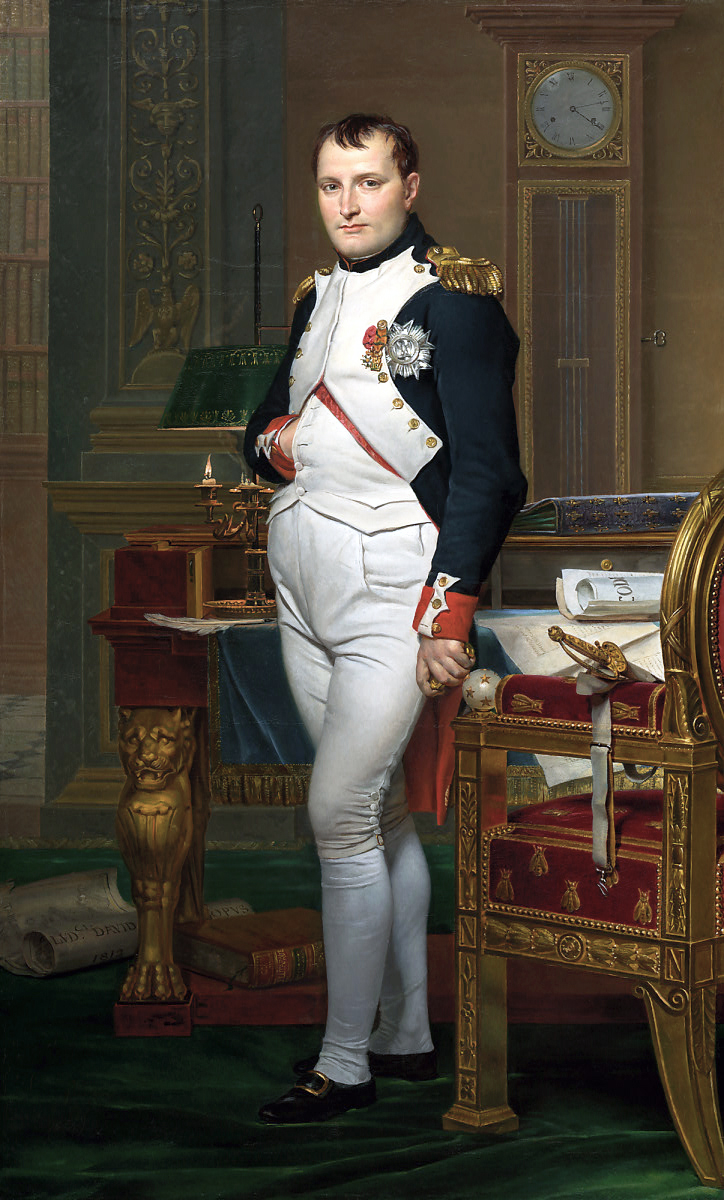
O Imperador Napoleão em seus estudos em Tulherias, de Jacques-Louis David.

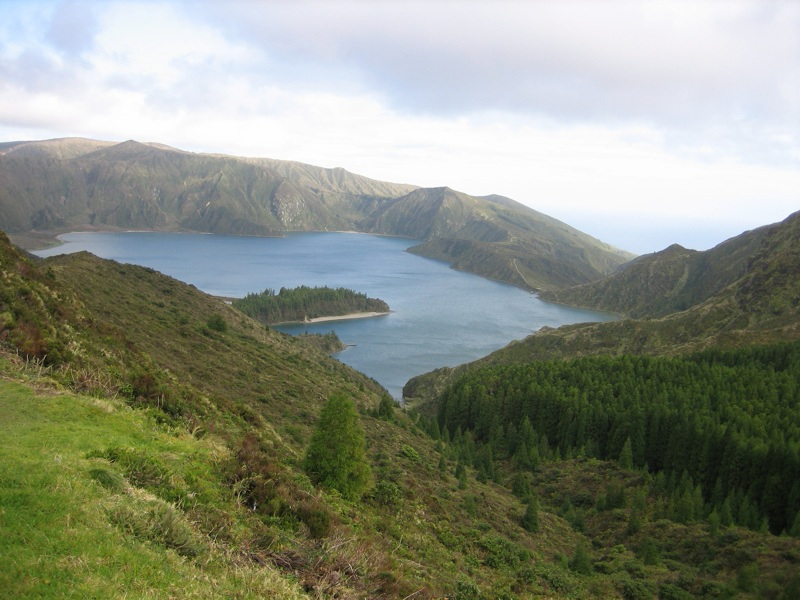
Lagoa do Fogo, ilha de São Miguel, Açores.

- Napoleão Bonaparte decretou o Bloqueio continental
- Fim do reinado de Sangye Tendzin, Desi Druk do Reino do Butão, reinou desde 1805.
- Inicio do reinado de Umdze Parpop, Desi Druk do Reino do Butão, reinou até 1808.

### Janeiro
- 1 de janeiro - Napoleão I abole o calendário republicano na França e restabelece o gregoriano.
- 8 de janeiro - Colônia do Cabo torna-se colônia da Inglaterra.

### Junho
- 27 de junho - Primera invasão inglesa a Buenos Aires.
- Nomeação de D. Miguel António de Melo, Conde de Murça, no cargo de capitão-general dos Açores.
- 6 de junho - É declarada uma situação de fome na ilha de São Miguel, Açores.
- Confirmação da doação da capitania da ilha de Santa Maria, Açores a Afonso de Vasconcelos.

### Julho
- 12 de julho - Criada a Confederação do Reno após a vitória francêsa sobre os áustro-russos na Batalha de Austerlitz.

### Agosto
- 6 de Agosto - Dissolução do Sacro Império.

## Nascimentos
- 11 de Abril - Pierre-Guillaume-Frédéric Le Play, sociólogo francês (m. 1882).
- 20 de Maio - John Stuart Mill, filósofo inglês (m. 1873).
- 1 de Junho - Théodore Maunoir - cirurgião Suíço e co-fundador da Cruz Vermelha Internacional (m.1869).
- 27 de Junho - Augustus de Morgan, matemático indiano (m. 1871).
- 25 de outubro - Johann Kaspar Schimidt (Max Stirner), filósofo alemão (m.1856).

## Mortes
- 23 de agosto - Charles de Coulomb, físico francês (n. 1736).
- John Abercrombie, foi um horticultor e agrónomo escocês (n. 1726).
- Johann Christoph Adelung, foi um filólogo alemão (n. 1732).

## Por tema
- 1806 na arte
- 1806 na ciência
- 1806 na literatura
- 1806 na música